# Dragør Badehotel
 For alternative betydninger, se Færgegaarden. (Se også artikler, som begynder med Færgegaarden)
Dragør Badehotel, tidligere Færgegaarden, er et hotel, der ligger i Dragør på Amager ved Prins Knuds Dæmning, der fører ud til Dragør Fort. 
Hotellet blev indviet i 1908. Hotellet har blandt andet haft Rolling Stones som gæster tilbage i 1966.